# 馬盧瑪
胡安·路易斯·隆多諾·阿里亞斯（Juan Luis Londoño Arias，1994年1月28日—），藝名馬盧瑪（Maluma），是一名哥倫比亞歌手和詞曲作家，簽約在哥倫比亞索尼音樂和拉丁索尼音樂旗下。出生和成長於麥德林，他在小時候對音樂產生興趣，並在16歲開始錄製歌曲。他在2012年發行首張專輯《Magia》。然而，他的突破性專輯是2015年的專輯《Pretty Boy, Dirty Boy》，並使他之後成功和坦莉雅、夏奇拉和瑞奇·馬丁等藝人合作。他在2018年發行的專輯《F.A.M.E.》獲得更大的商業性成功。
馬盧瑪的許多單曲曾獲得《告示牌》熱門拉丁歌曲榜前10名，包括《Felices los 4》、《Borró Cassette》、《El Perdedor》和《Corazón》。他曾和許多國際藝人合作，例如夏奇拉、XXXTentacion和瑪丹娜。他的合作作品，包括與夏奇拉的《Chantaje》和與瑪丹娜的《Medellín》曾獲得熱門拉丁歌曲榜冠軍。他曾獲得一座拉丁葛萊美獎和兩座拉丁全美音樂獎。
音樂性上，馬盧瑪的歌曲被描述是雷鬼動、拉丁陷阱和拉丁流行音樂。

## 音樂作品
- 《Magia（英语：Magia (Maluma album)）》（2012）
- 《美男與野男（英语：Pretty Boy, Dirty Boy）》（2015）
- 《信念．靈魂．音樂．本質（英语：F.A.M.E. (Maluma album)）》（2018）
- 《11:11（英语：11:11 (Maluma album)）》（2019）
- 《Papi Juancho》（2020）

## 演唱會
- Pretty Boy, Dirty Boy World Tour（英语：Pretty Boy, Dirty Boy World Tour）（2016－2017）
- F.A.M.E. Tour（英语：F.A.M.E. Tour (Maluma)）（2018）
- 11:11 World Tour（英语：11:11 World Tour）（2019）

## 外部連結
- YouTube上的馬盧瑪頻道